# Oberharmersbach
Oberharmersbach település Németországban, azon belül Baden-Württembergben. Lakosainak száma 2471 fő (2023. december 31.)..A település kedvelt turista célpont a környékén található túraútvonalak miatt. A település legmagasabb pontja a 960m magas Brandenkopf. 

## Földrajza

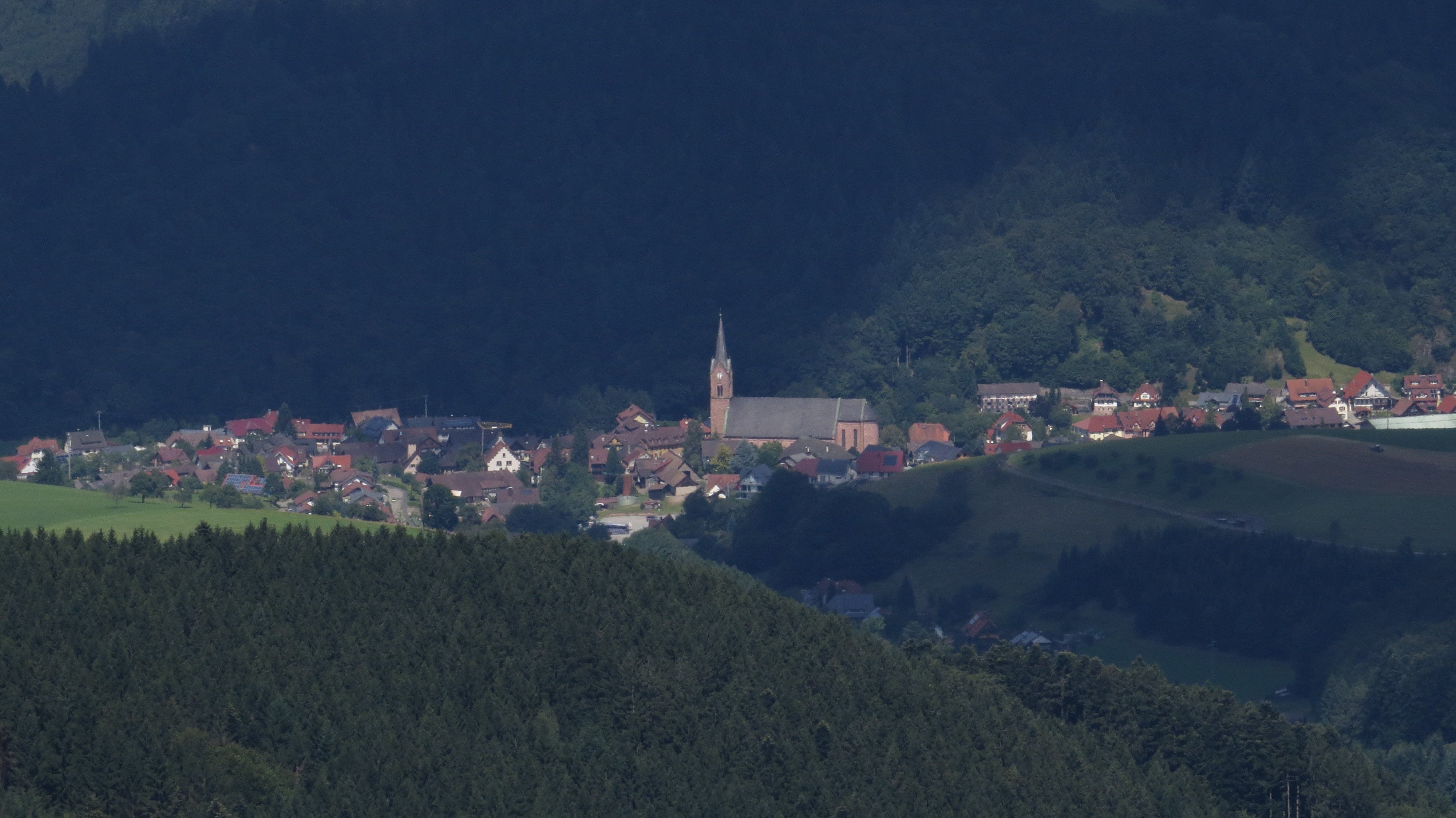
Kilátás Oberharmersbach-ra a Brandenkopf csúcsáról

### Földrajzi elhelyezkedés
Az Oberharmersbach a Fekete-erdő központi részén, a Harmersbach völgyében helyezkedik el, amely Biberach közelében Kinzigbe torkollik. A település területe a 280m-től a Brandenkopf 945m-es csúcsáig terjed,  a falu körülbelül 300m-es magasságban helyezkedik el. A település közel háromnegyede erdő. Amely a Fekete-erdő középső / északi természeti parkjához tartozik.

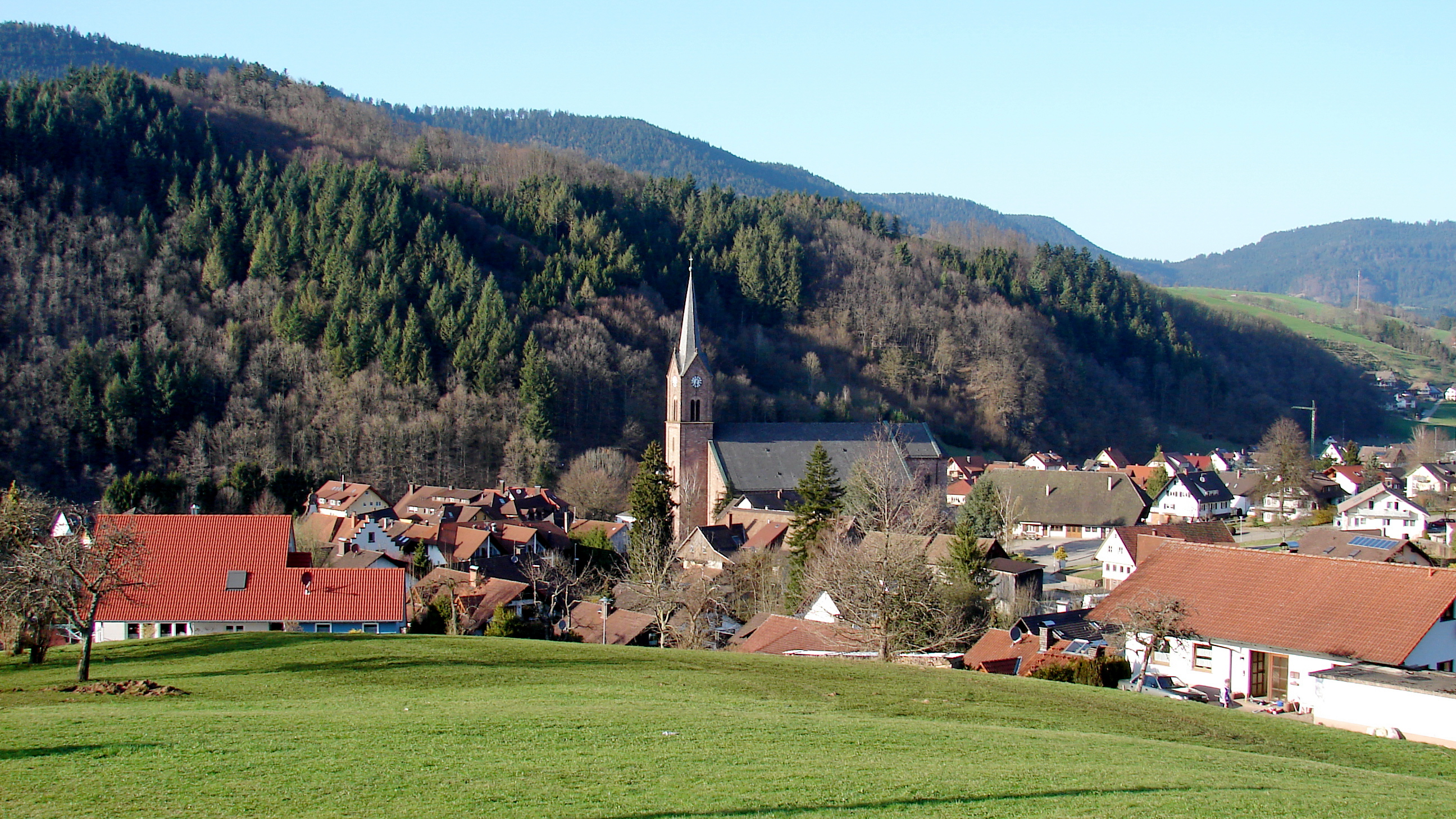
A település dél felől.

### Szomszédos települések
A település északon Oppenau, északkeleten Bad Peterstal-Griesbach, keleten Oberwolfach, délen Hausach és Fischerbach, délnyugaton Zell am Harmersbach és nyugaton Nordrach településekkel határos.

## Története
Oberharmersbachot először 1139-ben említik Hademarsbach néven.
A hely a korábban a szabad Reich-völgy Harmersbach részéhez tartozott, ezért közvetlenül a császár irányította. A Harmersbach-völgy az egyetlen völgy volt a német nemzet Szent Római Birodalmában, a császári városokon kívül. Külön joghatóság, a Vogt és a Tizenkettek Tanácsa biztosította a rendet és az igazságosságot. A tanács a Gasthaus zur Stube-ben tartotta üléseit. 1902-ben, a szalon közelében, elkészült a városháza. A Reich-völgy Harmersbach Unter- és Oberharmersbach településekre terjedt ki. Unterharmersbach Zell városhoz tartozik. 1803-ban megalapították a Badeni Nagyhercegséget, amelybe a völgy akkoriban tartozott.
A címer a Szent Gált ábrázolja egy medvével, akik a legenda szerint állítólag a völgyben éltek.
A Szent Gallus plébániatemplomot 1839-ben építették fel helyi vörös homokkőből, neoromán stílusban. Ez a Freiburgi Érsekség egyik legnagyobb temploma. Oberharmersbach korábban Wolfach járáshoz tartozott. 1973-as feloszlatásával a hely az új Ortenau járásba került.
1990-ben Németországban, Oberharmersbach-ban nyitották meg az első "Maria Frieden" AIDS-ellenes hospice házat . Viszont pénzügyi okokból 2017. júniusában ismét bezárták az intézményt.

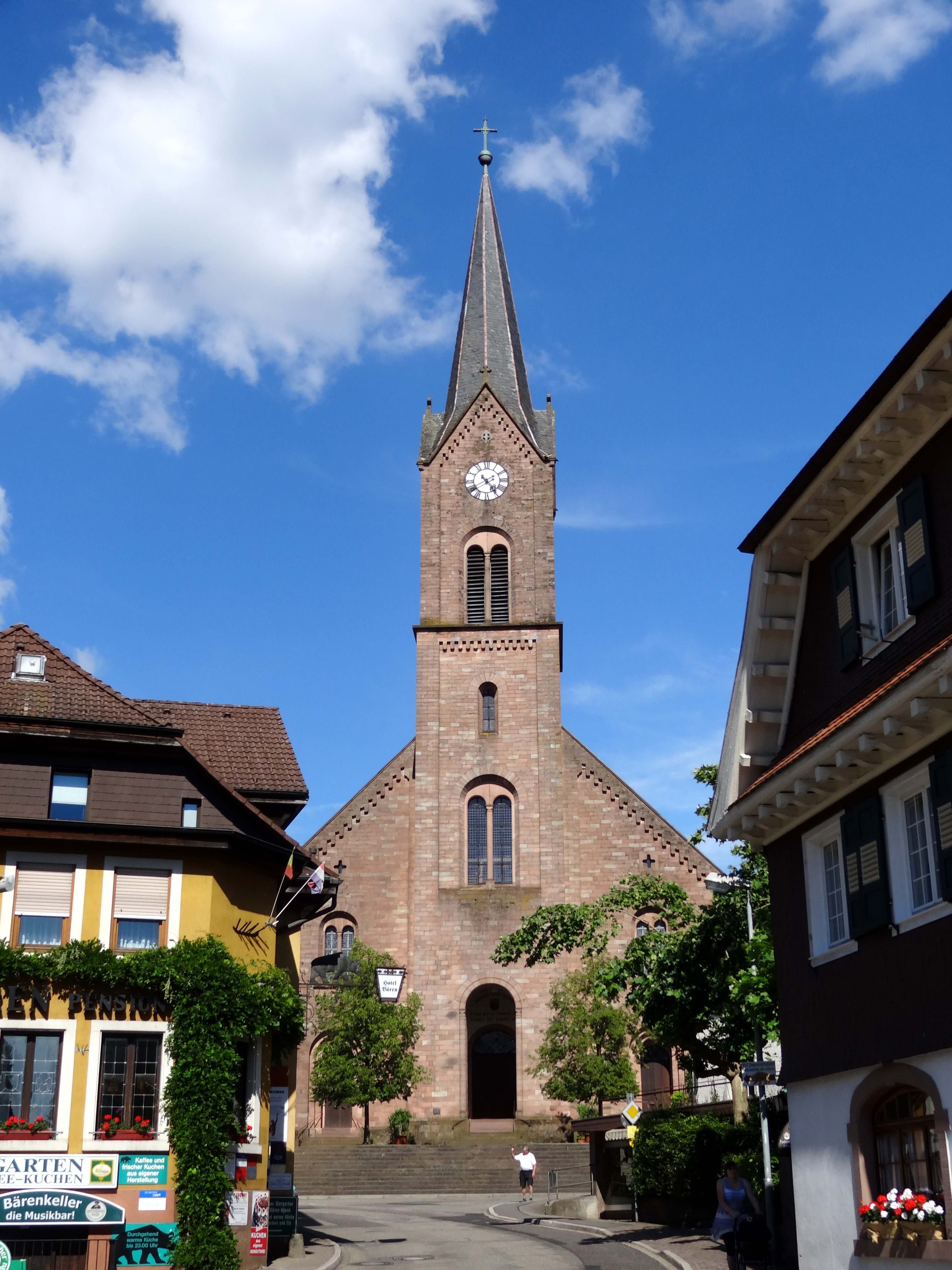
A Szent Gál plébániatemplom

## Vallás
A közösség ma még mindig római katolikus, bár a környező települések inkább reformátusok. A Szent Gál plébániatemplom magában foglalja a Maria Hilf kápolnát is Zuwaldban.

## Népesség
A település népessége az elmúlt években az alábbi módon változott:
| Lakosok száma | 2242 | 2368 | 2397 | 2363 | 2351 | 2536 | 2594 | 2563 | 2547 | 2471 |
|               | 1961 | 1967 | 1974 | 1980 | 1987 | 1993 | 2000 | 2006 | 2013 | 2023 |

## Politika

### Közigazgatási közösség
Az önkormányzat a Zell am Harmersbach által elfogadott közigazgatási közösséghez tartozik. Oberharmersbach és Zell mellett ez az adminisztratív közösség magában foglalja még Biberach és Nordrach településeket is.

### Polgármester
Richard Weith (SPD) 2018. január 1-je óta Oberharmersbach polgármestere. Siegfried Huber (CDU) utódja lett, akit 2001. októberében Otmar Ritter utódjává választottak. Otmar Rittert 1970. január 1-jén választották polgármesterré. A megbízatása végén díszpolgár lett.

### Választások
Az Oberharmersbach önkormányzati tanács 12 tagú. A 2014. május 25-i helyi választások a következő eredményhez vezettek . Az önkormányzati tanács a választott önkéntes képviselőkből és a polgármesterből, mint elnökből áll. A polgármester szavazati joggal rendelkezik az önkormányzati tanácsban.

## Kultúra és látnivalók a településen
Oberharmersbach a Westweg-en található, egy hosszú turistaútvonalon, amelyen sok látnivaló található.

### Épületek

#### Szent Gál plébániatemplom
Még a Gál templom építése előtt ugyanazon a helyen volt egy kis barokk templom. A jelenlegi templom alapkövét 1839-ben fektették le. Hét éves építkezés után – a templom neoromán stílusban készült el helyi homokkőből és 1846-ban nyitották meg. A templom tornya 63 méter magas.A templom 57 méter hosszú, 24 méter széles, 18 méteres a belső magassága és összesen 2000 ülőhelyet és állóhelyet kínál a hívők számára. Ez a templom a Freiburgi püspökség egyik legnagyobb temploma.

#### Segítő Mária kápolna
A Zuwald területén található Segítő Mária kápolna 1883-ban épült. Először magántulajdonban volt, 1931-ben az érsekség tulajdonává vált. 1959-ben a Freiburgi érsekség átadta a kápolnát az Oberharmersbach-i plébániatemplomnak

### Természet
A Brandenkopf, egy 945 méter magas hegy, részben (beleértve a hegycsúcsot is) Oberharmersbach település területén található.

## Galéria

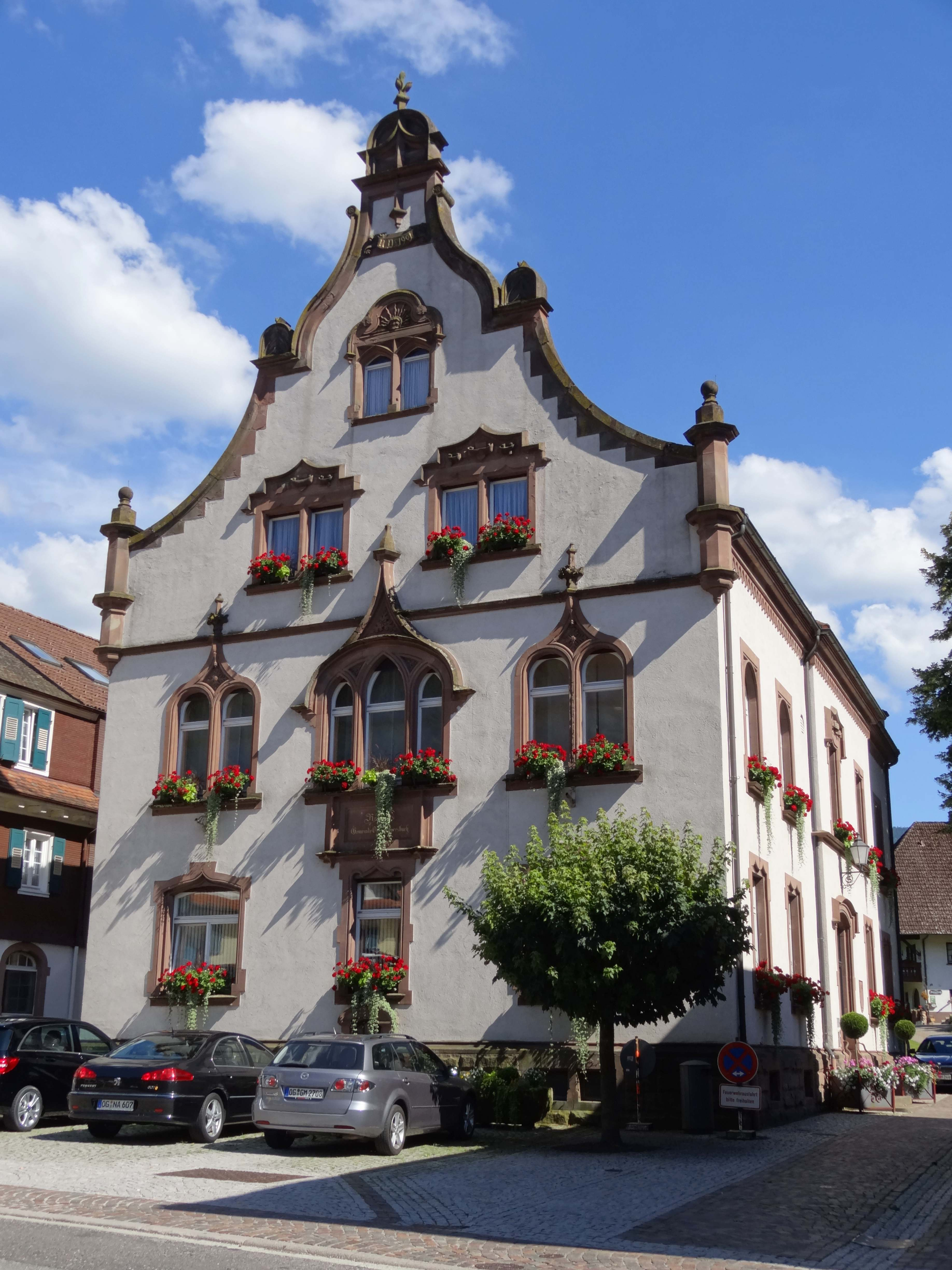
A polgármesteri hivatal
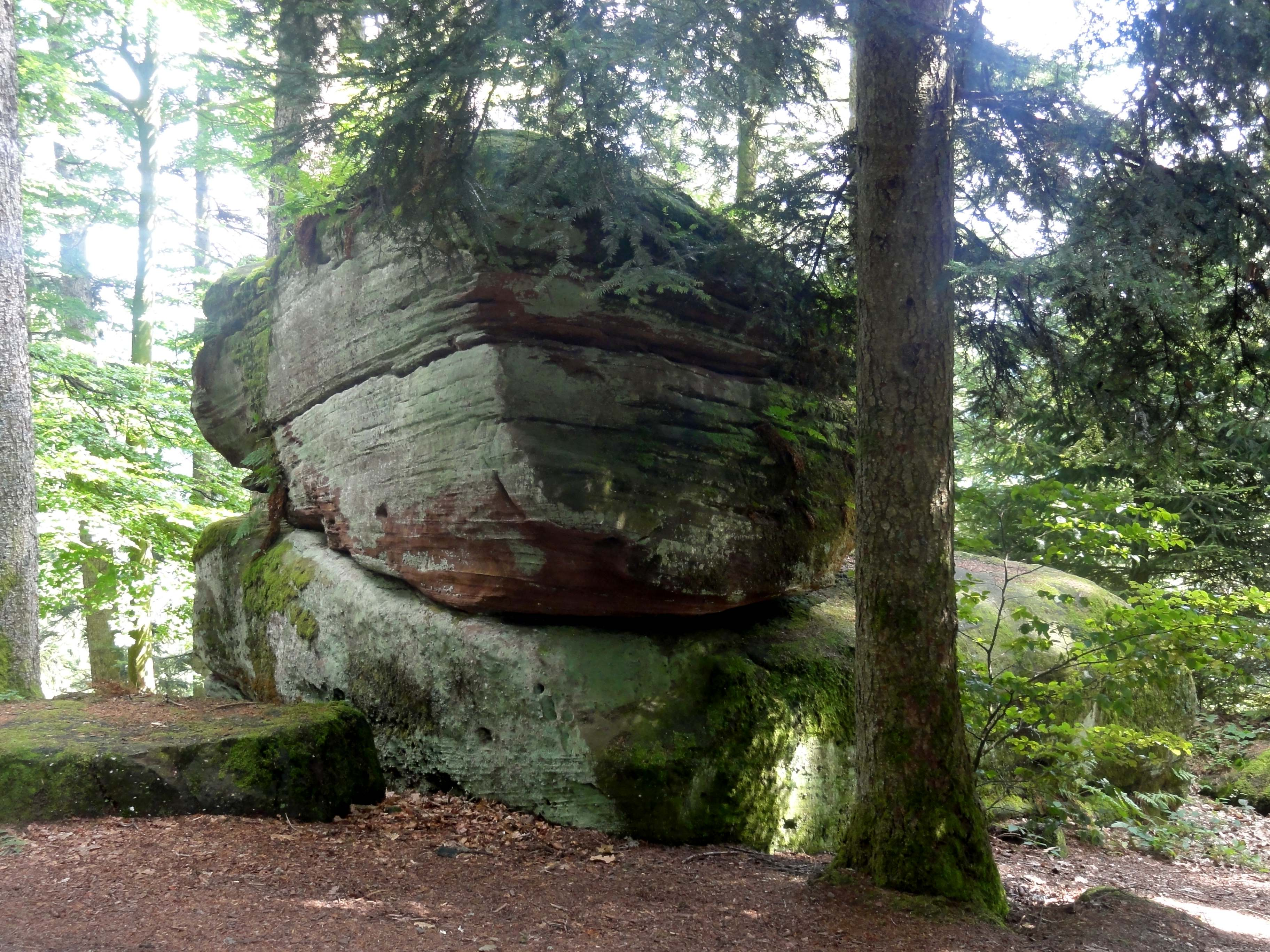
Sziklák a település külterületén.
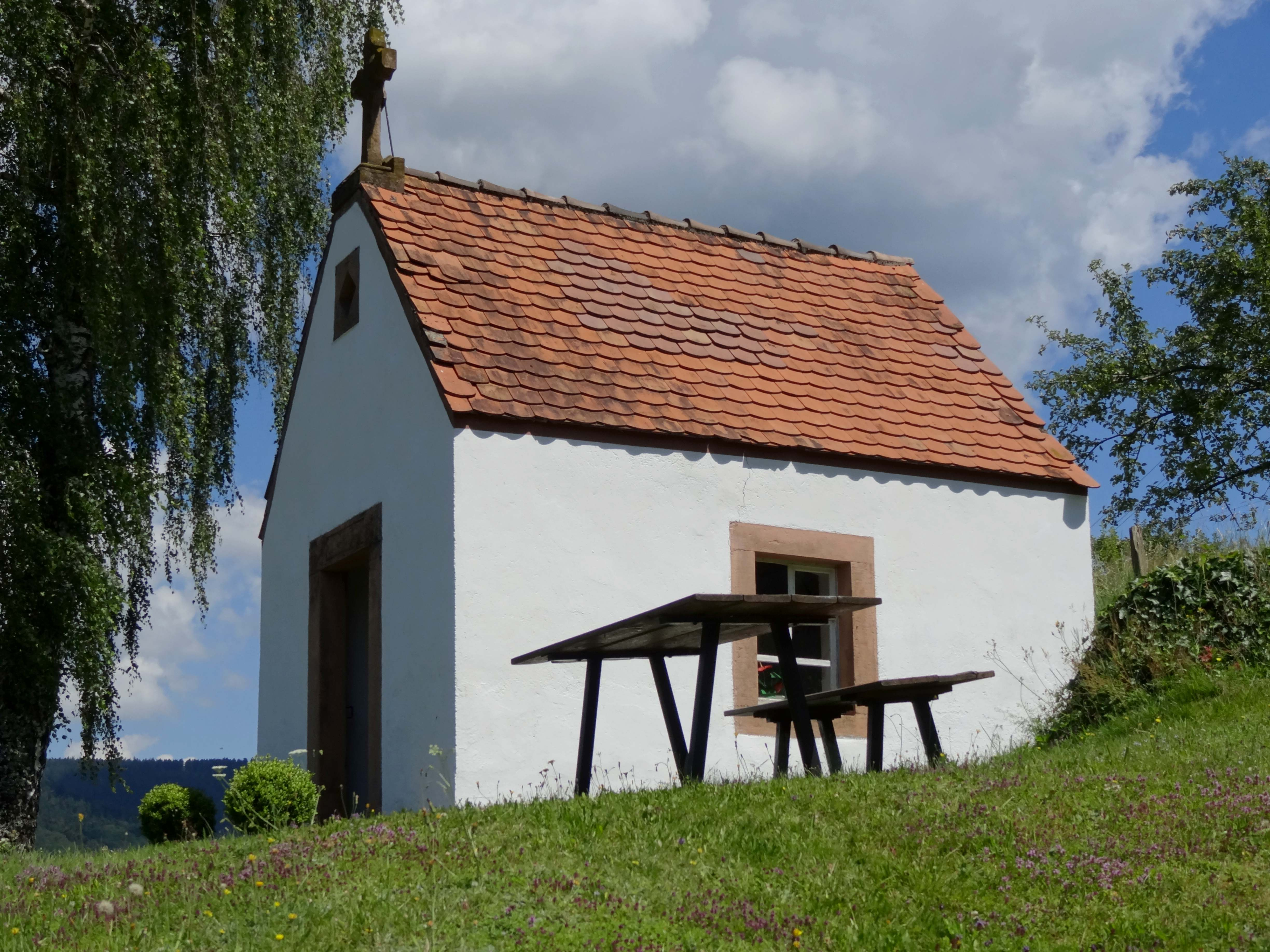
A kápolna
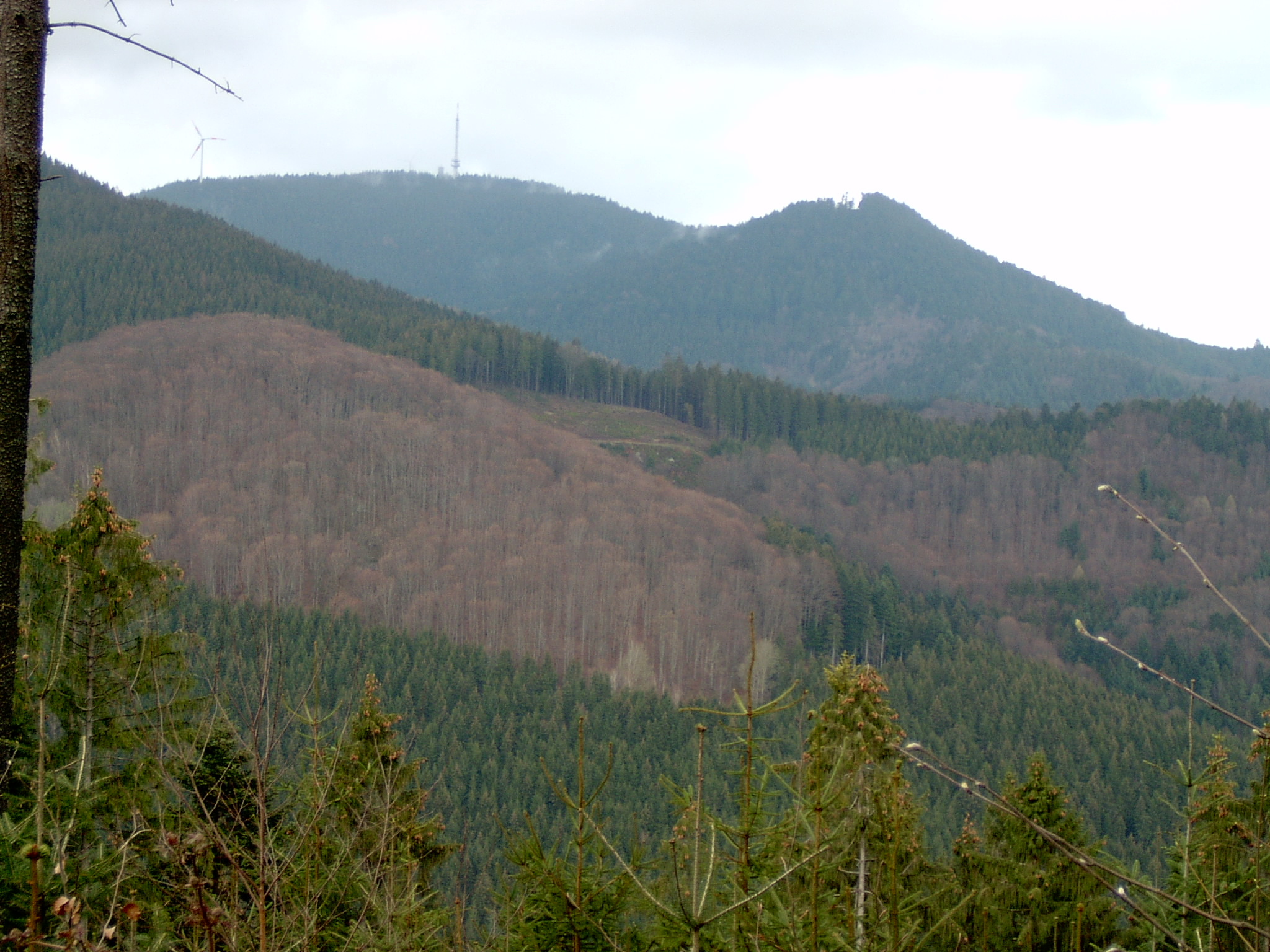
A Brandenkopf

## Gazdaság és közlekedés
Hagyományosan az Oberharmersbacheriek a mezőgazdaságból és az erdőgazdálkodásból éltek, amelyek ma is fontos szerepet játszanak. Még mindig mintegy 40 mezőgazdasági vállalkozás és 50 részmunkaidős vállalkozás működik a településen. A fafeldolgozás is jelentős a településen. A turizmus azonban nagyon meghatározó manapság: 2004-ben 95 000 vendégéjszakát regisztráltak.

### Közlekedés
A településen található 1 vasútvonal illetve távolsági busz közlekedés.

### Oktatás

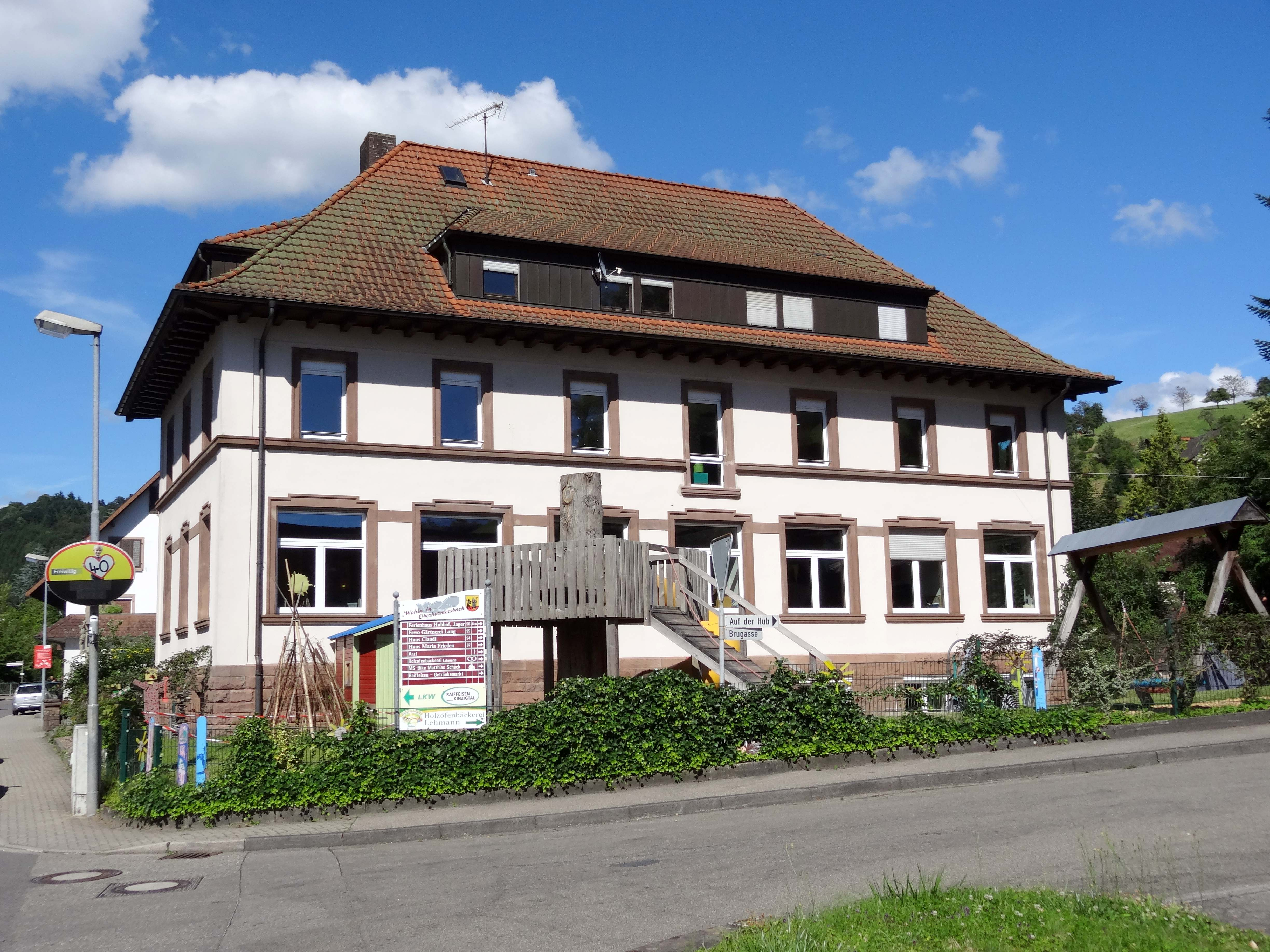
Az általános iskola.

Oberharmersbachban csak egy általános iskola van amit Brandenkopfnak hívnak.

## Fordítás
Ez a szócikk részben vagy egészben a Oberharmersbach című német Wikipédia-szócikk fordításán alapul. Az eredeti cikk szerkesztőit és forrásait annak laptörténete sorolja fel.